# Lentinus squarrosulus
Lentinus squarrosulus är en svampart som beskrevs av Mont. 1842. Lentinus squarrosulus ingår i släktet Lentinus och familjen Polyporaceae.   Inga underarter finns listade i Catalogue of Life.